# Marco de Natale
Marco de Natale (Bari, 9 ottobre 1926 – San Donato Milanese, 18 ottobre 2018) è stato un musicista, pedagogista e musicologo italiano, oltre che epistemologo della musica e didatta sperimentatore ed innovatore. Si affermò nel secondo Novecento come un pioniere e un caposcuola degli studi teorico-analitici musicali e, presso gli addetti, come il "padre nobile" dell'analisi musicale in Italia.

## Biografia
Marco de Natale, inizialmente compositore e già allievo di Ildebrando Pizzetti all'Accademia Nazionale di Santa Cecilia, è divenuto poi da studioso e da ricercatore un protagonista all'interno delle istituzioni musicali accademiche dagli anni settanta fino al primo decennio del XXI secolo, svolgendo in Italia un ruolo creativo di primo piano nella fioritura degli studi pedagogico-musicali e teorico-sistematici (o di teoria generale della musica) e della loro pratica applicazione sul versante riflessivo ed argomentativo (o di analisi musicale).
Animatore dal 1969, assieme al principale fondatore Carlo Delfrati, della Società italiana di educazione musicale (Siem) è stato primo e più longevo direttore della rivista “Musica-Domani” (poi stabilmente pubblicata dalla Edizioni Ricordi), organo dell'associazione, dal 1971 al 1988 (nn. 1-69).
Fondatore e presidente della Società italiana di analisi musicale (SIdAM) è stato unico direttore delle riviste, organi della società: “Analisi. Rivista di Teoria e Pedagogia musicale” (Edizioni Ricordi) dal 1990 al 2001 (nn. 1-36) e, in continuità, “Musica Theorica. Spectrum. Rivista di Analisi e Pedagogia musicale” (Edizioni Curci) dal 2002 al 2007 (nn. 1[37]-17[53]); fino al primo e unico numero del "Quaderno di Teoria, Analisi e Pedagogia musicale" del 2008 (Edizioni Curci).
Come consulente editoriale della Ricordi ha curato un'importante collana di teoria e analisi musicale, promuovendo in Italia opere di insigni studiosi stranieri quali: Carl Dahlhaus, Diether de la Motte, David Mayer Epstein, Zsolt Gárdonyi, Hermann Keller, Reginald Smith Brindle e Leonard G. Ratner.
È stato creatore, promotore e animatore, nell'intera penisola, dei primi corsi accademici di Analisi musicale e di Teoria e analisi musicale; che in un ventennio di tirocinio sperimentale hanno affermato l'irrinunciabile esigenza dello studio formativo in profondità delle strutture conoscitive e di indagine stilistica del pensiero musicale occidentale nelle diverse epoche. Così affermando la natura dell'analisi musicale non solo quale sussidio del musicista colto ma anche come un ricco settore disciplinare. Settore al quale oggi afferiscono nuove e diversificate materie, nell'attuata riforma delle istituzioni accademiche dell'Alta formazione artistica e musicale (Afam) e dunque dei Conservatori di musica trasformati in Istituti Superiori degli Studi Musicali di rango accademico paritario all'universitario. Fra queste: Teoria, analisi e composizione (liceale e propedeutica); Teorie e tecniche dell'armonia, Fondamenti di composizione, Analisi dei repertori musicali, Metodologia dell'analisi, Analisi delle forme compositive, Storia e analisi del repertorio contemporaneo, etc.; e, indirettamente, numerose materie di indagine analitica in settori specialistici più specifici come la didattica musicale di base, la musica jazz e le nuove tecnologie musicali.
È stato anche promotore e vicedirettore della Scuola Superiore di Musicologia e Pedagogia musicale di Fermo (Università di Macerata) organizzando negli anni ottanta-novanta e conducendo, nella sede istituzionale, importanti convegni nazionali ed internazionali alla presenza di studiosi tra i più illustri del ramo in ambito internazionale (Diether De la Motte, Carl Schachter, Marta Arkossy-Ghezzo, Robert Cogan, Pozzi Escot, etc.). Per una vita professionale interamente svolta a favore delle istituzioni musicali italiane è docente emerito del Conservatorio di Milano e nel 2008 è stato nominato presidente onorario della Siem, la stessa associazione da cui era uscito nel 1988 per fondare la SIdAM.
Tra i suoi allievi e collaboratori, tutti docenti dell'accademia musicale e/o universitaria: Elvira De Marco, Luigi Ferrari, Emanuele Garofalo, Antonio Giacometti, Antonio Grande, Mariantonietta Lamanna, Andrea Lanza, Raffaele Molinari, Mario Musumeci, Alberto Odone, Marco Prina, Enrico Reggiani, Maria Grazia Sità, Marcello Sorce Keller, Franco Sgrignoli, Leonardo Taschera, Claudio Toscani, Marina Vaccarini Gallarani, Marino Mora, Marino Pessina, Franco Vaccaroni.

## Monografie
- Strutture e forme della musica come processi simbolici. Lineamenti di una teoria analitica, Morano, Napoli, 1978 (nuova edizione 1985)
- L'analisi musicale: modello o occasione? Saggio su R. Schumann, Presentazione di Enrico Fubini, Morano, Napoli, 1981
- L'armonia classica e le sue funzioni compositive, Ricordi, Milano, 1986. ISBN 88-7592-030-3 (nuova edizione: Sannicandro Garganico, Gioiosa, 2000. ISBN 88-86403-12-7)
- Analisi della struttura melodica. Con un contributo etnomusicale di Marcello Sorce Keller, Guerini e Associati, Milano, 1988. ISBN 88-7802-034-6 (nuova edizione 1990: ISBN 88-7802-034-6)
- Approfondimenti e orientamenti per la prassi esecutiva [continuazione di: L'armonia classica e le sue funzioni compositive], Ricordi, Milano, 1988. ISBN 88-7592-057-5
- Analisi musicale. Principi teorici, esercitazioni pratiche, 2 voll., Ricordi, Milano, 1991. ISBN 88-7592-104-0
- Musorgskij,Quadri di un'esposizione. Saggio di analisi, Ricordi, Milano, 1993. ISBN 88-7592-374-4
- Analisi musicale in itinere. Questionari e soluzioni per lo sviluppo dell'intuizione analitica, Ricordi, Milano, 1996. ISBN 88-7592-469-4
- La Musica come Gioco. Il dentro e il fuori della Teoria, Peter Lang, Berna, 2004. ISBN 3-03910-484-5
- Per una teoria dell'ascolto musicale: Tra soglie vegetative e immaginario eccentrico, Mimesis Edizioni, Milano-Udine, 2015. ISBN 9788857528762

## Saggi, articoli e curatele
Ha pubblicato, sulle citate riviste, un centinaio di saggi e articoli di prevalente interesse pedagogico e metodologico sulla didattica dell'analisi musicale e una settantina tra editoriali e recensioni specialistiche di testi italiani e stranieri.
Articoli e saggi pubblicati su altre riviste:
- Un serio dibattito in Germania. I problemi dell'insegnamento teorico-musicale, (articolo-recensione su Problem des Musiktheoretischen Unterrichts, Berlin, Merseburger, 1967), in “Rassegna Musicale Curci”,  anno XXI, n. 4, 1968, pp. 215–218
- L'analisi musicale: uno sbocco teorico e didattico, in “Nuova Rivista Musicale Italiana”, anno III, n. 6, Nov./Dic. 1969, pp. 1105–1123
- Ipotesi intorno ad un corso di Analisi musicale, in “Annuario del Conservatorio G. Verdi di Milano”, anno 1969-70, pp. 25–31
- Questioni metodologiche dell'Analisi musicale, in “Rivista Musicale Curci", anno XXIV (in due parti), 1971, n. 2,  pp. 40–50, n. 3/4, pp. 52–62
- Didaktische Aspekte der musikalischen Wahrnehmung und Kommunikation, in “Musik und Bildung”, n. 2/1974, pp. 97–102
- Tra psicanalisi e teoria musicale, in “Spirali. Rivista internazionale di cultura”, n. 11, 1980, pp. 24–27
- L'analisi nella formazione musicale: ancora un'araba fenice?, in “La musica e l'infanzia”, Unicopli, Milano, 1990, pp. 122–131
- Analisi come determinazione sistematica dei fondamenti dell'esperienza musicale, in”Rivista Italiana di Musicologia”, n. 2, 1995, pp. 353–375
- Analysis of Opera: An incumbent Problem, in: “Sonus. A journal of investigations into Global Musical Possibilities”, Cambridge, vol. 20, no 1 Fall 1999
- La Società Italiana di Analisi Musicale dentro e fuori dalla riforma, in “Una riforma incompiuta. Gli studi musicali al bivio”, atti del convegno nazionale SIdAM, Comune di Reggio Emilia, 2006, pp. 15–18

Ha curato in traduzione importanti trattati specialistici stranieri quali:
- Renè Leibowitz e Jan Maguire, Il Pensiero orchestrale. Esercizi pratici di orchestrazione, con traduzione e introduzione di Marco de Natale, Edizioni musicali Salvati, Bari, 1960
- Leonard G. Ratner, Armonia: struttura e stile., a cura e con introduzione di Marco de Natale. Traduzione di Alessandro De Bei, Ricordi, Milano, 1996. ISBN 88-7592-456-2
- David Epstein, Al di là di Orfeo: studi sulla struttura musicale, a cura di Marco De Natale. Traduzione di Enrico Reggiani, Ricordi, Milano, 1998. ISBN 88-7592-505-4